# Kamil Syprzak
Kamil Syprzak (Płock, 1991. július 23. –) lengyel válogatott kézilabdázó, beálló, jelenleg a francia PSG játékosa.

## Pályafutása

### Klubcsapatokban
Pályafutását szülővárosának csapatában, a Wisła Płockban kezdte. bajnoki címet nyert a csapattal 2011-ben. 2015 nyarán a spanyol Barcelonában folytatta, a katalán csapattal háromszor nyert bajnoki címet és Spanyol Kupát. 2019 nyarától a francia Paris Saint-Germain játékosa.

### A válogatottban
2011-ben mutatkozott be a lengyel válogatottban. A 2015-ös világbajnokságon bronzérmet szerzett a válogatottal, a harmadik helyért rendezett, 29–28-ra megnyert mérkőzésen a hosszabbításban ő szerezte a győztes gólt a spanyolok ellen. Részt vett a 2016-os olimpián, ahol a lengyel válogatott a negyedik helyen végzett.

## Sikerei, díjai
Klubcsapatokkal
- Lengyel bajnok (1) : 2011
- Spanyol bajnok (3) : 2016, 2017, 2018
- Spanyol kupagyőztes (3) : 2016, 2017, 2018
- ASOBAL-kupa-győztes (3) : 2016, 2017, 2018
- Spanyol Szuperkupa-győztes (3) : 2016, 2017, 2018
- IHF Super Globe-győztes (2) : 2017, 2018

Egyéni elismerés
- Érdemkereszt, ezüst fokozat: 2015